# Vladímir Yurkévich
Vladímir Ivánovich Yurkévich (del ruso: Владимир Иванович Юркевич); Moscú, 17 de junio de 1885 – Nueva York, 14 de diciembre de 1964) fue un ingeniero naval ruso, desarrollador del diseño moderno de cascos de barco, y diseñador del famoso transatlántico SS Normandie. Trabajó en Rusia, Francia y los Estados Unidos.

## Biografía
Vladimir Ivanovich Yurkevich nació en Moscú el 17 de junio de 1885 (5 de junio según el calendario juliano). Sus padres fueron Ivan Vikentievich, un noble burgués,  maestro de escuela y Alexandra Nikolaevna.
Ingresó en 1903 el Instituto Politécnico de San Petersburgo y luego realizó su práctica profesional en la Escuela Naval de Kronstadt fundada por Aleksey Nikolaevich Krylov graduándose como ingeniero naval en 1908.
Ingresó a los Astilleros del Báltico como ayudante diseñador en San Petersburgo llegando al cargo de ingeniero jefe en 1911 donde dirigió el diseño de submarinos y acorazados como el Sebastopol, de la clase  Gangut.
En esa época, bajo la guía del afamado ingeniero Konstantin Petrovich Boklevsky desarrolló el concepto de proa bulbosa que reducía la onda de cabeza de proa disminuyendo la resistencia al avance.
En 1917, debido a la Revolución Rusa, emigró a Turquía y desde allí pasó a Francia, donde se enroló en la fabrica automotriz Renault en París. Posteriormente se enroló en un astillero de Argenteuil.
En 1928, se entrevistó con ingenieros de la Curnard Line, mostrando sus competencias en el diseño de la proa de bulbo, pero no fue aceptado ya que su trabajo fue considerado como bastante radical.
En 1929, ingresó a la compañía naval francesa Chantiers de Penhoët, ubicada en Saint-Nazaire, para participar en un proyecto de transatlántico innovador, que sería bautizado como Normandie. Yurkévich diseñó el navío con una visión muy futurista equipándolo con novedades tecnológicas que lo hacía muy avanzado para su época.
Terminado el proyecto, fundó en 1937 su propia compañía consultora en Francia, la Yourkevitch Ship Designs.  Sin embargo, ante la inminencia de la Segunda Guerra Mundial, emigró a los Estados Unidos ese mismo año.
Radicado en Nueva York, obtuvo la ciudadanía estadounidense, abrió su consultoría en ingeniería naval y apoyó la ayuda a la URSS en la guerra con Alemania.
El Normandie y su creador tuvieron un dramático reencuentro en 1942, cuando, rebautizado como USS Lafayette, se incendió en el muelle n.º 88 de Manhattan mientras era transformado en transporte de tropas. Yurkévich se presentó y recomendó al comandante del 3.º Distrito Naval, el contralmirante Adolphus Andrews, abrir las válvulas para reasentarlo sobre su quilla e impedir el volcamiento; pero fue ignorado y expulsado por la policía del lugar, con consecuencias catastróficas para el barco.
Terminada la guerra, obtuvo en 1956 una participación en la construcción del SS France en los astilleros de Chantiers de l'Atlantique (ex-Chantiers de Penhoët).  Patentó también el diseño del SS Normandie como propiedad intelectual en varios países europeos.
Yurkévich falleció en Nueva York, el 14 de diciembre de 1964, a los 79 años de edad.

## Legado

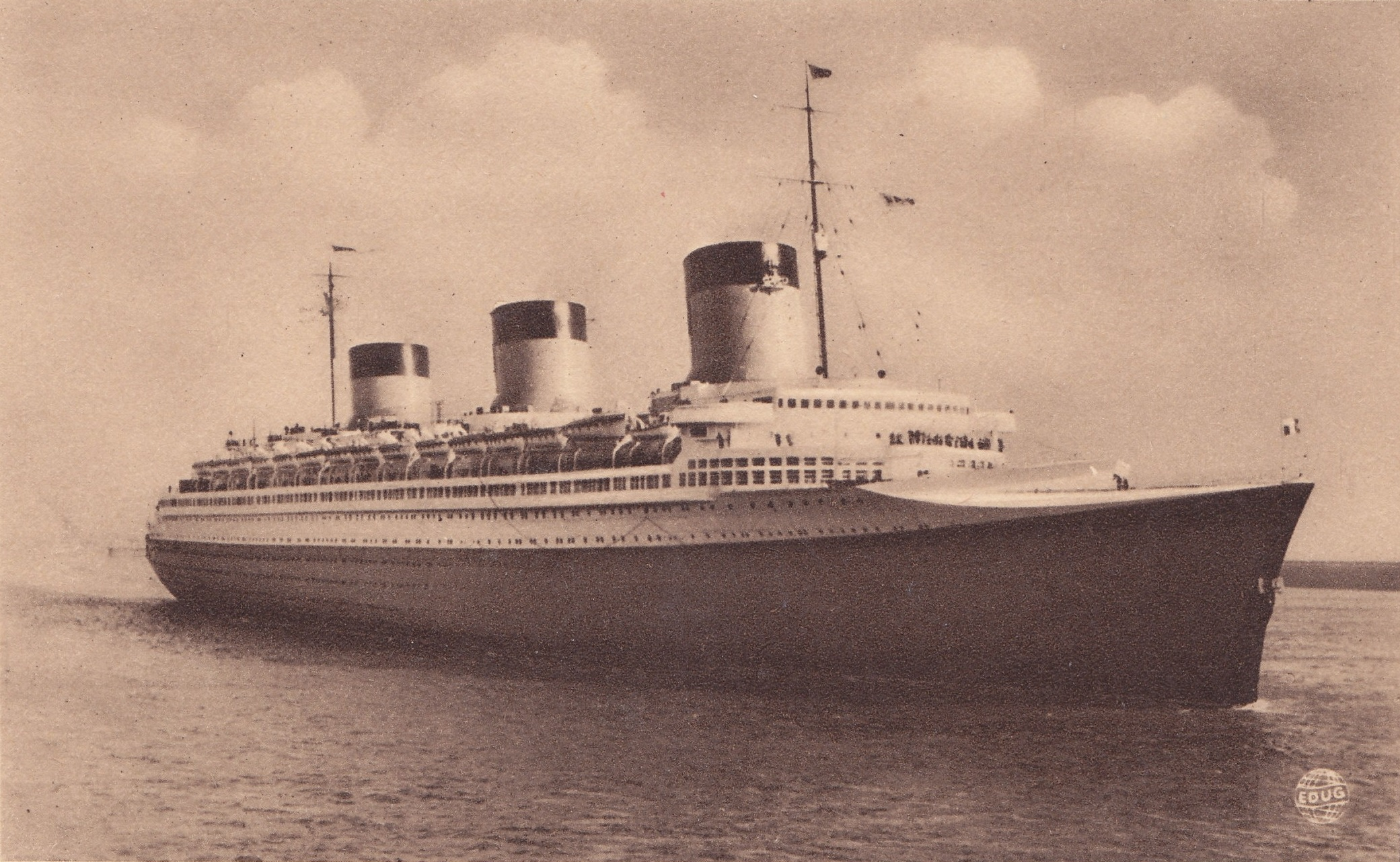
El en el puerto de El Havre, c. 1936

Vladímir Yurkévich empleó la innovadora proa bulbosa  para el SS Normandie, que le confería una mayor velocidad, menor resistencia al avance y empezaba a ser aceptada en muchas compañías y astilleros navales del mundo, además colocó en su diseño las nuevas turbinas turbo-eléctricas. 
Las líneas del navío fueron trazadas evitando los ángulos rectos o formas rectangulares, por lo que el buque adquirió una presentación muy futurista para la época transformándose en su legado a la arquitectura naval.